# Weiße Brücke (Mysien)
Die Weiße Brücke (türk. Akköprü) war eine spätantike Brücke über den Fluss Granikos (Biga Çayı) in Mysien in der heutigen Nordwesttürkei. Die vermutlich im 4. Jh. n. Chr. errichtete Brücke gehörte in osmanischer Zeit zur wichtigen Küstenstraße nach Gallipoli an den Dardanellen.
Das Bauwerk erregte aufgrund seiner sauberen Ausführung und prächtigen Marmorverkleidung die Aufmerksamkeit früher europäischer Reisender, fiel aber im 19. Jh. Steinraub zum Opfer.

## Erforschung
Die Weiße Brücke fand erstmals 1699 in Chishulls Reisebericht Erwähnung, der sie noch unter Verkehr stehend vorfand. Weitere Besucher waren William Turner 1815, Tchihatchef 1847 und Janke in den 1890er Jahren, die dem Bauwerk allesamt einen antiken Ursprung bescheinigten.
Turner beschreibt eine sehr prächtige römische Brücke aus Ziegeln und kleinen Steinen, die mit großen Platten feinen Marmors eingekleidet sei: Die Brücke ruht auf acht Bögen, von denen die vier größten Tonnengewölbe den eigentlichen Fluss überspannen, flankiert von jeweils zwei kleineren Durchlässen an den Uferböschungen. Die größte Weite beträgt 18 Schritt, die Brückenbreite acht Schritt. Die Bögen werden durch überwölbte Hohlräume unmittelbar unter der Fahrbahnoberfläche entlastet. Derartige Hohlkonstruktionen lassen sich in der Nachbarschaft auch bei der Makestosbrücke und der Aiseposbrücke beobachten, was nach Frederick William Hasluck auf eine gemeinsame Entstehungszeit unter Konstantin dem Großen († 337 n. Chr.) hindeutet.
Achtzig Jahre später konnte Janke am linken Ufern noch mehrere Rundbögen sowie Pfeiler aus sorgfältig geglätteten Steinquadern von 50 × 100 cm identifizieren, beides typische Charakteristika von römischen Halbkreisbogenbrücken. Kaum ein Jahrzehnt später fand Hasluck 1906 im Wesentlichen nur noch ein geziegeltes, seiner Steinverkleidung beraubtes Tonnengewölbe an der westlichen Rampe vor: Materialraub zum Bau der Karabogha-Boghashehr-Chaussee hatte die Brücke in der Zwischenzeit endgültig zerstört. Die Spannweite betrug 2,70 m, die Weite der Fahrbahn ließ sich mit 7,40 m rekonstruieren. Die oberen Teile des Brückenstumpfs wiesen türkische Reparaturspuren mit groben Bruchsteinen und Ziegeln auf, die vielleicht aus dem 17. Jh. stammten.
Der heutige Zustand der Brückenruine ist unbekannt, in O’Connors Brückensammlung wird die Weiße Brücke nicht mehr aufgeführt.